# Laburnum alschingeri
Laburnum alschingeri là một loài thực vật có hoa trong họ Đậu. Loài này được (Vis.) C. Koch miêu tả khoa học đầu tiên năm 1853.